# Cayetano Francos y Monroy
Cayetano Francos y Monroy (Villavicencio de los Caballeros, España, 7 de agosto de 1736 - Nueva Guatemala de la Asunción, 17 de julio de 1792) fue un religioso español que llegó a ser el octavo arzobispo de Guatemala de 1779 a 1792. Tuvo un papel decisivo para el traslado de la capital a la Valle de la Ermita, en el ordenamiento de la Arquidiócesis de Guatemala, y en la educación guatemalteca durante los últimos años de la Capitanía General de Guatemala, fundando varias instituciones educativas y reformando la ideología de la educación.  Fundó el Colegio San José de los Infantes, el 10 de junio de 1781, el cual sigue activo hasta la fecha.

## Biografía

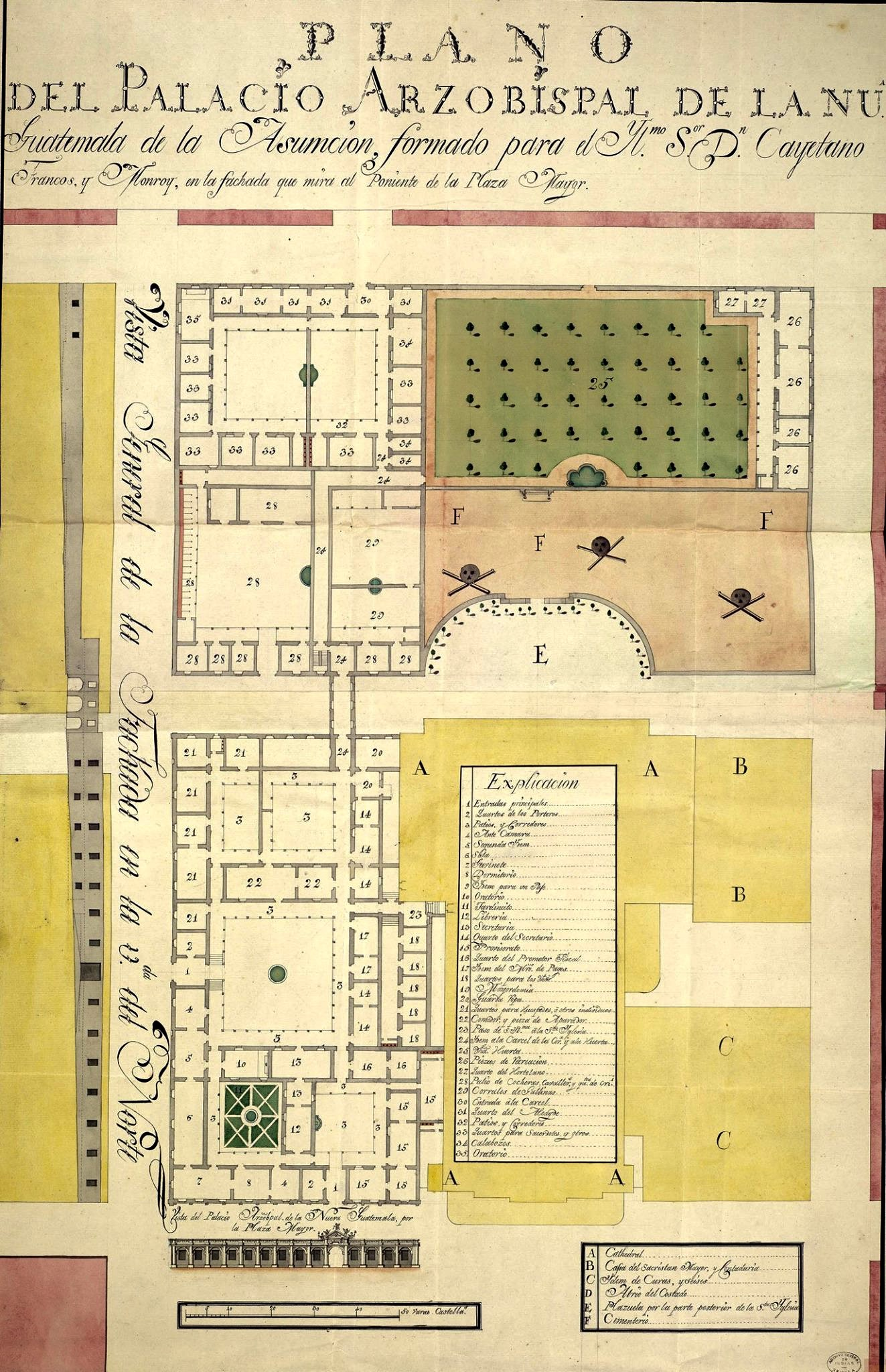
Plano del Palacio Arzobispal de la Nueva Guatemala de la Asunción presentados a Francos y Monroy para su aprobación.

Sus padres eran de antigua nobleza con un pequeño mayorazgo; como hijo segundo fue inclinado por sus padres por la carrera eclesiástica. Estudió un tiempo en Valladolid y luego en la Universidad de Salamanca. En junio de 1765, ya era sacerdote y fungía como rector del Colegio de Palencia, e hizo oposición a la Canonjía Penitenciaria de Palencia. Dos años después obtuvo la Canonjía Magistral en la ciudad de Plasencia.
El 26 de noviembre de 1777, por consulta de Cámara, fue nombrado arzobispo de Guatemala, nombramiento era difícil ya que era en sustitución del arzobispo Pedro Cortés y Larraz, quien se negaba a aceptar el traslado de su diócesis hacia la nueva ubicación de la ciudad de Guatemala, luego de que la capital de la capitanía, Santiago de los Caballeros de Guatemala, en el valle de Panchoy, fuera destruida por los terremotos de Santa Marta en 1773.  Inicialmente decidió suspender la aceptación el cargo pero el 20 de noviembre de 1778 fue presionado por el gobierno real, por lo cual tuvo que embarcarse en Cádiz a principios de mayo de 1779. Fue acompañado por una cuantiosa corte: un provisor, un secretario, un capellán, un caudatorio, un mayordomo, siete pajes y un maestro de pajes, quienes fueron elegidos cuidadosamente con un fin político definido: retomar el control de clero guatemalteco que se encontraba en estado de rebelión casi abierto.
El siete de octubre de 1779 hizo su pública entrada, con una escolta de ocho caballeros, en la nueva ciudad de Guatemala, la cual apenas se estaba empezando a construir. Llegó a Guatemala con diecisiete individuos de su familia, gastando en el viaje 64,240 pesos. Al llegar a la Nueva Guatemala de la Asunción encontró que los frailes que vivían en suntuosos conventos en la antigua ciudad de Guatemala ahora lo hacían ranchos de paja, mientras que las monjas y beatas seguían en la Antigua Guatemala y solamente existía el Cerrito del Carmen.
Un mes antes, Pedro Cortés y Larraz publicó una carta pastoral denunciando la llegada de un usurpador y amenazando con excomulgarlo, pero Francos y Monroy tomó inmediatamente sus primeras medidas nombrado un cura en el pueblo indígena de Jocotenango y fue a buscar a la destruida Santiago de los Caballeros de Guatemala a las beatas de Santa Rosa. Había decidido que en noviembre de 1779 iba trasladar las imágenes y gastó una gran cantidad de dinero para terminar la construcción de los monasterios Carmelitas y de Capuchinas. Cortés y Larraz no quiso seguir resistiendo y huyó a principio de octubre. El seis de diciembre de 1782, Francos y Monroy informó al rey que había trasladado a la nueva ciudad la catedral, el colegio seminario, los conventos de religiosos y religiosas, beaterios y demás cuerpos sujetos a la Mitra; todos ellos habían sido trasladados a edificios formales o en construcción. Ahora bien, para terminar estas obras había sido necesario que dejara la obra del palacio Arzobispal por un lado y él tuvo que vivir, hasta entonces, en casa de alquiler con mucha incomodidad y estrechez, careciendo de las principales oficinas y habitación para su familia.
Humano en su trato ignoraba la jocosidad y la chanza, comía poco y se levantaba muy temprano a trabajar. Estudioso y buen orador, y salía a pasear al campo en coche o a caballo. Francos y Monroy tomó providencias importante para luchar contra la epidemia de viruela y se mantuvo bastante activo a la cabeza de su diócesis: formó el cuadrante de los productos de sus ciento veintinueve curatos y la recaudación del subsidio en 1784, redactó un informe sobre el estado de las cofradías en 1787, y publicó un Manual de Párrocos para Administrar los Santos Sacramentos en 1788. Por otro lado, su relación con el clero regular, fue difícil pues éste lo denunciaba muchas veces por abusos de su autoridad, en particular el fraile José Antonio Goicoechea; sin embargo, no se negó a sostener a los mercedarios, los cuales se encontraban en un estado económico casi desesperado tras el terremoto.
El arzobispo también estuvo muy involucrado con las corrientes liberales de los filósofos ingleses y de Jean-Jacques Rousseau que proporcionaron nuevos lineamientos en la pedagogía y la formación intelectual de las nuevas generaciones. Francos y Monroy inició en la Nueva Guatemala de la Asunción una reforma educativa, pues a su llegada solamente estaba la escuela de Belén, la que era incapaz de atender a todos los escolares, pues la población ascendía a veinte mil habitantes.  Las escuelas no funcionaban porque los jesuitas habían sido expulsados en 1767 y el resto de entidades civiles y religiosas estaban trabajando arduamente en construir sus nuevos edificios tras el traslado desde la antigua ciudad de Santiago de los Caballeros de Guatemala en 1776. Francos y Monroy fundó dos escuelas de primeras letras, la de San José de Calasanz y la de San Casiano, fundó un nuevo colegio que llamó «Colegio San José de los Infantes» y contribuyó económicamente para finalizar la construcción del Colegio y Seminario Tridentino de Nuestra Señora de la Asunción, y otros establecimientos.  Donó cuarenta mil pesos para el funcionamiento de las dos escuelas que fundó.  Francos y Monroy dio seis mil pesos de sus rentas para la construcción del Colegio y Seminario Tridentino, quince mil pesos para el del colegio de seises, aproximadamente cincuenta mil para la iglesia y beaterio de Santa Rosa —catedral temporal— y la casa del Obispo.  También dio cuarenta mil pesos para las escuelas de San José de Calazans y San Casiano, que subsistieron hasta 1871.  En esas, y en la de Belen que fundó Pedro de San José de Betancur, pudieron estudiar los niños pobres del reino.
La nueva orientación pedagógica de Francos y Monroy tenías tres objetivos: ciencias, costumbres y religión. De esta forma, se dio conocimiento a los niños adecuado a su edad y se les proporcionaron principios que poco a poco fueron desarrollando ciudadanos con mentalidad distinta a la acostumbrada y quienes en años posteriores serían protagonistas de los movimientos independentistas.